# شهرستان بهاباد
شهرستان بهاباد یکی از شهرستان‌های استان یزد ایران است. مرکز این شهرستان، شهر بهاباد است.
این شهرستان در تاریخ ۷ مرداد ۱۳۸۸ از شهرستان بافق جدا شد و مستقل گردید.

## موقعیت جغرافیایی
شهرستان بهاباد از شمال تا شمال غربی با شهرستان اردکان، از غرب با شهرستان بافق، از جنوب با شهرستان کوهبنان استان کرمان، از جنوب شرقی با شهرستان راور استان کرمان و از شرق تا شمال شرقی با شهرستان طبس استان خراسان جنوبی همسایه است.

## تقسیمات کشوری
شهرستان بهاباد دارای ۲ بخش، ۳ دهستان و ۱ شهر به شرح زیر است:

### شهرستان بهاباد
| بخش   | مرکز بخش | جمعیت بخش ۱۳۹۵ | نام دهستان | مرکز دهستان | جمعیت دهستان ۱۳۹۵ | شهر              | جمعیت شهر ۱۳۹۵   |
| ----- | -------- | -------------- | ---------- | ----------- | ----------------- | ---------------- | ---------------- |
| مرکزی | بهاباد   | ۱۳٬۳۹۲ نفر     | جلگه       | احمدآباد    | ۴٬۱۶۰ نفر         | بهاباد           | ۹٬۲۳۲ نفر        |
| آسفیچ | آسفیچ    | ۳٬۸۲۹ نفر      | آسفیچ      | آسفیچ       | ۲٬۶۰۳ نفر         | **************** | **************** |
| آسفیچ | آسفیچ    | ۳٬۸۲۹ نفر      | بنستان     | بنستان      | ۱٬۷۶۵ نفر         | **************** | **************** |

## مردم‌شناسی

### جمعیت
بر پایه سرشماری عمومی نفوس و مسکن در سال ۱۳۹۵، جمعیت شهرستان بهاباد برابر با ۱۷٬۲۲۱ نفر بوده است.

### دین و زبان
مردم این شهرستان پیرو دین اسلام و مذهب شیعه دوازده امامی هستند؛ همچنین به زبان فارسی و گویش بهابادی سخن می‌گویند.

### شغل
شغل بیشتر مردم این شهرستان مشغول به مهندسی معدن، کشاورزی، دامپروری و … هستند.

## جاذبه‌های گردشگری
از جاذبه‌های گردشگری این شهرستان نیز می‌توان به مقبره ملا عبدالله بهابادی، موزه علوم طبیعی، رودخانه شور و درخت کاج ۲۰۰۰ ساله بنستان نام برد.

## کشاورزی
از محصولات کشاورزی این شهرستان می‌توان به گندم، جو، زیره، پسته، انگور، انار، زعفران، بادام، گردو و توت خشک و همچنین سبزیجات برگی چون کاهو، اسفناج، گشنیز، شوید، تره و نعنا اشاره نمود.

## خوراک
از خوراک‌های محلی این شهرستان نیز می‌توان به نون کوتو و آش گندم پیازو اشاره کرد.